# 析出硬化系ステンレス鋼

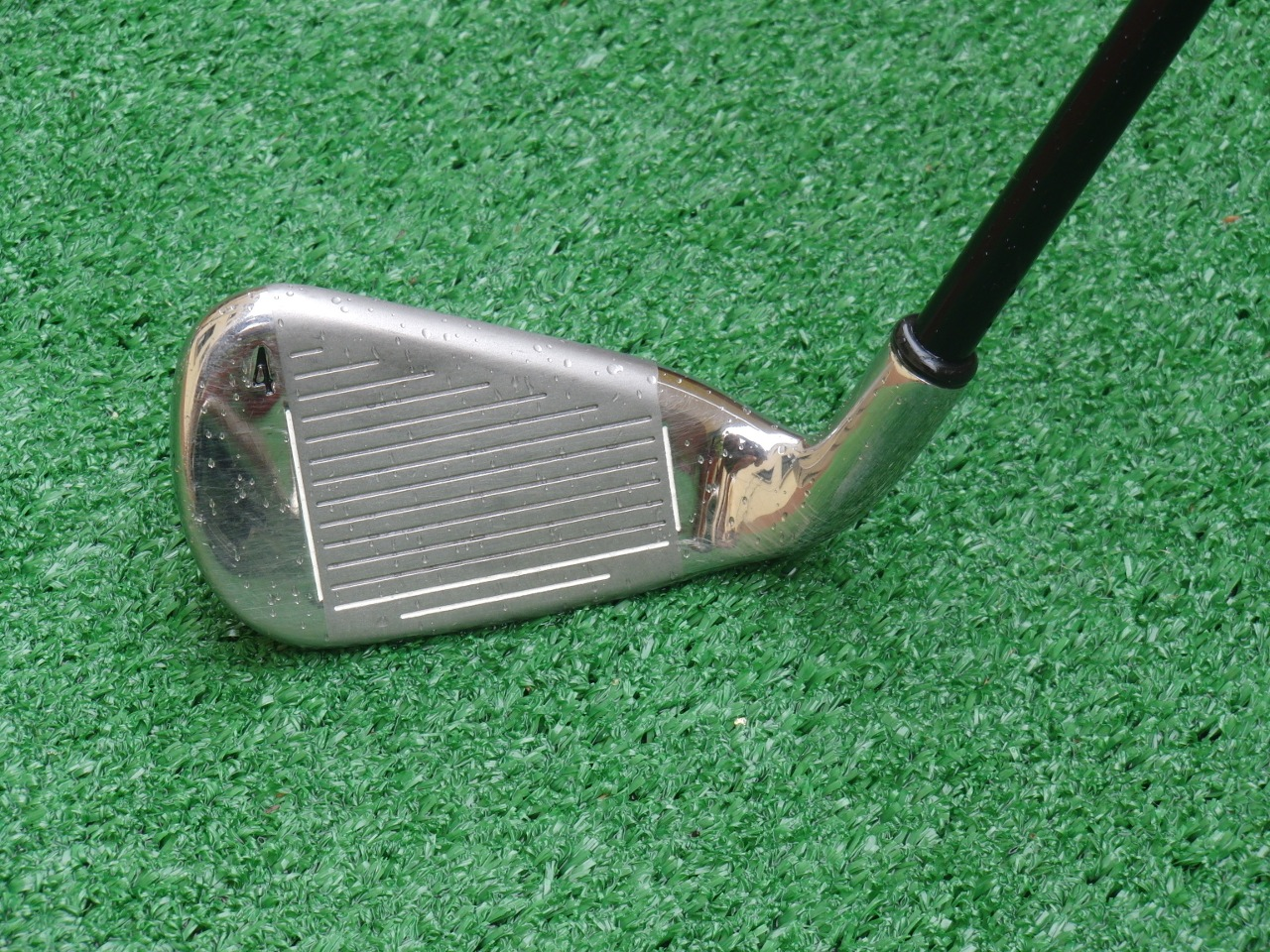
析出硬化系ステンレス鋼17-7PH(SUS630)をヘッド素材に使用したゴルフクラブ。

析出硬化系ステンレス鋼（せきしゅつこうかけいステンレスこう）とは、特定の元素を添加して析出硬化を起こし、高強度化・高硬度化させたステンレス鋼の一種である。析出硬化型ステンレス鋼とも呼ばれる。英語名は precipitation hardening stainless steel で PHステンレス鋼とも呼ばれる。ステンレス鋼の金属組織別分類の一つで、他には「フェライト系ステンレス鋼」「マルテンサイト系ステンレス鋼」「オーステナイト系ステンレス鋼」「オーステナイト・フェライト系ステンレス鋼」がある。ステンレス鋼の中では、析出硬化系ステンレス鋼は耐食性をそれほど落とさずに高強度・高硬度を実現させた特徴を持つ。
析出硬化系ステンレス鋼の中でも組織別分類があり、マルテンサイト系析出硬化型ステンレス鋼、セミオーステナイト系析出硬化型ステンレス鋼、オーステナイト系析出硬化型ステンレス鋼が一般的である。マルテンサイト系析出硬化型ステンレス鋼は、固溶化処理と時効処理の2段階処理で硬化できる。セミオーステナイト系析出硬化型ステンレス鋼は、処理の手間が多いが、オーステナイトの成形性の良さを利用できる。オーステナイト系析出硬化型ステンレス鋼は、強度がやや劣るが耐食性や低温・高温強度に優れる。マルテンサイト系の 17-4PH とセミオーステナイト系の 17-7PH が特に代表的である。
1946年にUSスチールから販売された析出硬化系ステンレス鋼が、析出硬化系ステンレス鋼の最初の実用鋼種とされる。ステンレス鋼の中で析出硬化系ステンレス鋼の利用量は少ないが、航空機分野などで活用されている。ゴルフクラブのヘッド素材などにも使われる。古くはアポロ司令船の外板耐熱構造で析出硬化系ステンレス鋼が使われた。

## 組織と分類
析出硬化系ステンレス鋼とは、材質に析出硬化を施したステンレス鋼である。析出硬化に先立って、析出硬化系には最初に固溶化処理が行われる。固溶化処理（溶体化処理）とは、加熱して合金元素を十分に固溶させて均一な固溶体を得る熱処理である。析出硬化系の固溶化処理では、加熱して組織をオーステナイトにし、急冷する。固溶化処理後の母相の種類に応じて、析出硬化系はさらに分類される。固溶化処理後の母相が
- マルテンサイト相になるマルテンサイト系析出硬化型ステンレス鋼[7]
- 安定なオーステナイト相になるオーステナイト系析出硬化型ステンレス鋼[7]
- 準安定なオーステナイト相になるセミオーステナイト系析出硬化型ステンレス鋼[7]
- オーステナイト相とフェライト相の二相になるオーステナイト・フェライト系析出硬化型ステンレス鋼[7]
- フェライト相になるフェライト系析出硬化型ステンレス鋼[8][9]

以上の5種類が析出硬化系の組織別種類として存在する。以下、単に「マルテンサイト系」「オーステナイト系」などといったとき、特に断りがない限り、マルテンサイト系析出硬化型ステンレス鋼、オーステナイト系析出硬化型ステンレス鋼などの析出硬化系の組織別種類を指す。ステンレス鋼全体の組織別種類であるマルテンサイト系ステンレス鋼、オーステナイト系ステンレス鋼、フェライト系ステンレス鋼、オーステナイト・フェライト系ステンレス鋼については、「マルテンサイト系ステンレス鋼」「オーステナイト系ステンレス鋼」「フェライト系ステンレス鋼」「オーステナイト・フェライト系ステンレス鋼」と記す。
固溶化処理後の母相の種類は、合金元素の組成バランスで決まる。クロム、ニッケル、炭素、窒素、モリブデン、マンガン、珪素、ニオブなどの添加量が、ステンレス鋼の固溶化処理後の母相の決定に影響する。この内のクロムは、ステンレス鋼として耐食性を発揮するための必須元素である。析出硬化系の場合は、さらにチタン、アルミニウム、銅、モリブデンなども添加され、これらで構成される微細な相を母相中に分散・析出させて硬化を起こす。分散・析出のために、通常は時効処理と呼ばれる加熱および高温一定時間保持の熱処理を行う。析出硬化を起こす微細な第二相は光学顕微鏡では視認できない大きさで、電子顕微鏡などを使って確認できる。基本組成がクロム 14 %・ニッケル 7 %・チタン 1.4 % の鋼種の例では、ニッケルとチタンの化合物 (Ni3Ti) が粒界上には塊状で析出し、さらに粒内には棒状で析出した様相を示し、析出物の大きさは 0.1 μm 以下である。
析出硬化系の組織別種類としては上記のように5つあるが、オーステナイト・フェライト系は製造上および性能上の理由からほとんど使われておらず、フェライト系も研究例が極めて少ない。マルテンサイト系、セミオーステナイト系、オーステナイト系の3つが一般的な析出硬化系ステンレス鋼の種類である。本記事でも、マルテンサイト系、セミオーステナイト系、オーステナイト系の3つについて説明する。

### マルテンサイト系
マルテンサイト系析出硬化型ステンレス鋼は、固溶化処理の急冷途中にマルテンサイト変態を起こさせ、固溶化処理後は室温で組織がマルテンサイトとなる鋼種である。次いで、析出硬化させるための熱処理（時効処理）が施される。析出硬化のみならず、マルテンサイト変態も高強度化の機構として利用する鋼種といえる。
マルテンサイト系の組成は、室温でマルテンサイト組織となるように調整される。そのため、マルテンサイト変態の開始温度（Ms点）と終了温度（Mf点）が室温以上となる必要がある。組成上の特徴は、クロムとニッケルの含有量がやや少なめとなる。Ms点の予測経験式がいくつか提案されており、それらが組成調整の目安となる。
マルテンサイト系の代表例として、"17-4PH" という鋼種が知られる。17-4PHの場合は、析出硬化のために銅が添加される。銅を多く含む微細な第二相（Cu-rich相）が母相中に析出して硬化する。他には、より高強度の "PH13-8Mo" などが知られ、これはニッケル・アルミニウム化合物が主に析出硬化を起こす。マルテンサイト系代の組成例を以下に示す。
| 鋼種名 （通称） | C    | Mn  | Si  | Cr | Ni  | Mo  | Al  | Cu | 対応規格                                         |
| --------------- | ---- | --- | --- | -- | --- | --- | --- | -- | ------------------------------------------------ |
| 17-4PH          | 0.05 | 0.5 | 0.3 | 17 | 4   | -   | -   | 4  | AISI 630 ISO X5CrNiCuNb16-4 EN 1.4542 JIS SUS630 |
| PH13-8Mo        | 0.03 | 0.5 | 0.3 | 13 | 8.2 | 2.2 | 1.1 | -  | ASTM XM-13 ISO X3CrNiMoAl13-8-2 EN 1.4534        |

マルテンサイト系に施される固溶化処理の温度は、17-4PH が約 1040 °C、PH13-8Mo が約 930 °C で設定されている。この温度で一定時間保持した後に急冷し、マルテンサイト化させる。固溶化処理後は時効処理が行われる。時効処理は「H処理」とも呼ばれ、時効処理温度を華氏で表した数値とともに熱処理条件を指定する記号が用意されている。例えば、579 °C (1075 °F) で4時間保持して空冷する時効処理は、"H1075"と指定される。

### セミオーステナイト系
セミオーステナイト系析出硬化型ステンレス鋼は、固溶化処理によるマルテンサイト変態を起こさせず、固溶化処理後は室温で組織がオーステナイトとなる鋼種である。固溶化処理後のオーステナイトは準安定なオーステナイトとなっており、再度の熱処理または冷間加工を行ってマルテンサイト変態を起こしてマルテンサイト組織にし、時効処理を行う。セミオーステナイト系も、マルテンサイト変態と析出硬化を高強度化機構として利用する鋼種といえる。このようにオーステナイト化を挟む理由は、形状を成形するときにはオーステナイト組織の特性を活かして加工しやすくためである。なおかつ、使用時にはマルテンサイト組織の特性を活かして高強度を実現するため、最終的にはマルテンサイト化させる。
セミオーステナイト系の組成は、上記のような組織変化のパターンを実現するために、析出硬化系の中でも特に調整がシビアといえる。室温ではマルテンサイトにならない程度にオーステナイトを安定にする必要があるが、全くマルテンサイト変態しなくなるほど安定過ぎるのは認められない。組成上の特徴は、クロムとニッケルの含有量がやや多めとなる。Ms点は室温以下である。炭素をおよそ 0.1 % 含んでいるのもセミオーステナイト系の組成の特徴である。時効処理前のマルテンサイト化に熱処理を利用する場合は、熱処理中に炭素化合物を意図的に析出させて、母相から炭素を抜くことで母相のMs点を上昇させ、母相のマルテンサイト化を実現しやすくする。
"17-7PH" という鋼種が、セミオーステナイト系の代表例として知られる。17-7PH の場合は、アルミニウムを析出硬化元素として含み、ニッケル・アルミニウム化合物の析出によって主に硬化する。他には、17-7PH をベースにモリブデンを添加して高温強度を高めた "PH15-7Mo" などが知られる。セミオーステナイト系代の組成例を以下に示す。
| 鋼種名 （通称） | C    | Mn  | Si  | Cr   | Ni  | Mo  | Al  | N    | 対応規格                                       |
| --------------- | ---- | --- | --- | ---- | --- | --- | --- | ---- | ---------------------------------------------- |
| 17-7PH          | 0.07 | 0.5 | 0.3 | 17.0 | 7.1 | -   | 1.2 | 0.04 | AISI 631 ISO X7CrNiAl17-7 EN 1.4568 JIS SUS631 |
| PH15-7Mo        | 0.07 | 0.5 | 0.3 | 15.2 | 7.1 | 2.2 | 1.2 | 0.04 | AISI 632 ISO X8CrNiMoAl15-7-2 EN 1.4532        |

セミオーステナイト系に施される固溶化処理の温度は、17-7PH と PH15-7Mo ともに約 1065 °C 程度である。固溶化処理後はマルテンサイト化処理を行う。マルテンサイト化に熱処理を利用する場合は、昇温・急冷の焼入れによる手法と、0 °C 以下低温に冷却する手法がある。前者は中間熱処理などと呼ばれ、後者はサブゼロ処理などと呼ばれる。中間熱処理は「T処理」、サブゼロ処理は「R処理」、冷間加工処理は「C処理」と呼ばれる。17-7PH (SUS631) を例にすると、固溶化処理後・時効処理前に行われるマルテンサイト化処理には具体的には以下の3パターンがある。
1. 760 °C に加熱して1.5時間保持、1時間以内に 15 °C 以下に冷却して30分保持（T処理）。
2. 955 °C に加熱して10分保持、室温に空冷（事前調整処理）。24時間以内に −73 °C に冷却して8時間保持（R処理）。
3. 冷間加工（冷間圧延）のみ（C処理）。

これらのマルテンサイト化処理の後に時効処理を行う。17-7PH と PH15-7Mo の場合であれば、マルテンサイト化処理の種類によって異なるが、時効処理温度は 500 °C 前後である。マルテンサイト系と同様に時効処理華氏温度と組み合わせて熱処理条件記号が用意されている。例えば、上記の1番目のマルテンサイト化処理と 566 °C (1050 °F) 1.5時間保持の時効処理を組み合わせたものが "TH1050" といった具合に指定される。

### オーステナイト系
オーステナイト系析出硬化型ステンレス鋼は、固溶化処理によるマルテンサイト変態を起こさせず、固溶化処理後は室温で組織がオーステナイトとなる鋼種である。セミオーステナイト系との違いは、固溶化処理後のオーステナイトがとても安定な点である。かなりの冷間加工を加えてもマルテンサイト変態を起こさないほどに、高い安定度のオーステナイトになっている。マルテンサイト系と同様に、固溶化処理の後は時効処理のみを施す。時効処理後もオーステナイト組織を維持する。マルテンサイト系およびセミオーステナイト系とは異なり、オーステナイト系は析出硬化のみを高強度化機構とする鋼種といえる。
オーステナイト系の組成は、ニッケル含有量が多いのが特徴である。マルテンサイト系およびセミオーステナイト系と比較してオーステナイト系の利用は小規模だが、その中では "A-286" と呼ばれる鋼種が比較的多く利用される。A-286 では、ニッケル・チタン化合物などが析出して硬化する。A-286 の組成代表値を以下に参考例として示す。
| 鋼種名 （通称） | C    | Mn  | Si  | Cr   | Ni | Mo  | Al  | Ti  | 対応規格                                              |
| --------------- | ---- | --- | --- | ---- | -- | --- | --- | --- | ----------------------------------------------------- |
| A-286           | 0.05 | 1.5 | 0.6 | 15.0 | 25 | 1.3 | 0.2 | 2.1 | AISI 660 ISO X6NiCrTiMoVB25-15-2 EN 1.4980 JIS SUH660 |

## 特性

### 機械的性質
析出硬化系ステンレス鋼は析出硬化を利用して高強度を実現した鋼種である。特に、析出硬化に加えてマルテンサイト変態も利用するマルテンサイト系とセミオーステナイト系の強度が大きい。ただし、析出硬化系の固溶化処理後・時効処理前のマルテンサイト組織は、炭素量が少ないため、マルテンサイト系ステンレス鋼ほど硬くない。例えば、マルテンサイト系の17-4PHを565℃時効処理した例では、ビッカース硬さが時効処理無しで約 HV 300 なのに対して、時効処理後は最大 HV 420 くらいまで硬化する。時効熱処理によって、残留応力は除去され、靭性・延性を取り戻した状態になっている。オーステナイト系の強度は、マルテンサイト系とセミオーステナイト系ほどは高くならない。オーステナイト系の時効処理後硬さは、最大で HV 350 程度である。
一般に、時効処理の温度と保持時間によって、最終的な機械的性質が左右される。時効温度が高いほど強度は下がるが、靭性は上がる。マルテンサイト系では複数の時効処理条件が規格化されているが、強度・硬さと靭性のバランスを配慮して時効処理条件が選ばれる。セミオーステナイト系を冷間加工でマルテンサイト化する場合は、圧下率が高いほど硬さも上がる。圧下率 50 % を超えると他の処理よりも高硬度となる。析出硬化系の機械的性質の例を以下に示す。
| 鋼種 （通称） | 固溶化処理後の処理条件                                 | 引張り強さ MPa | 耐力 MPa | 伸び % | ロックウェル硬さ HRC | 出典   |
| ------------- | ------------------------------------------------------ | -------------- | -------- | ------ | -------------------- | ------ |
| 17-4PH        | 552℃で4時間時効処理 (H1025)                            | 1170           | 1140     | 15     | 38                   | [ 54 ] |
| PH13-8Mo      | 565℃で4時間時効処理 (H1050)                            | 1240           | 1310     | 15     | 43                   | [ 55 ] |
| 17-7PH        | 760℃で1.5時間中間熱処理 566℃で1.5時間時効処理 (TH1050) | 1410           | 1300     | 9      | 43                   | [ 53 ] |
| 17-7PH        | 圧下率60%で冷間加工 482℃で1時間時効処理 (CH950)        | 1830           | 1790     | 2      | 49                   | [ 39 ] |
| A-286         | 734℃で16時間時効処理                                   | 1034           | 1690     | 25     | 34                   | [ 56 ] |

マルテンサイト系の 17-4PH もセミオーステナイト系の 17-7PH も、450 °C ないし 500 °C の高温環境まで強度に維持する。ただし、これらの鋼種は 450 °C ないし 500 °C 辺りを過ぎると、過時効によって強度が急減する。また、具体的な鋼種によるが、マルテンサイト系とセミオーステナイト系では数千時間以上の長期間にわたって 300 °C 以上の高温環境に晒された場合に時効が進んで脆化する可能性が知られている。オーステナイト系は優れた高温強度特性を持つ。オーステナイト系の A-286 は、700 °C 程度まで高強度を維持する。
低温強度については、17-4PH も 17-7PH も低温になるにつれて強度は高くなるが、靭性が劣化していく。17-4PH については、2段階の熱処理を行い、過時効のマルテンサイトとオーステナイトを組織上にバランスさせて熱的に安定な組織を作り出す特殊な時効処理が知られている。この時効処理は "H-1150M" と呼ばれ、他と比べて優れた低温靭性が得られる。一方で、一般的にオーステナイトは低温脆性を示さない組織である。オーステナイト系の A-286 は、液体水素並みの極低温下でも靭性を保持できる。
析出硬化系の高温強度と低温強度の例を下記の表に示す。
| 鋼種 （通称） | 固溶化処理後の処理条件                           | クリープ強さ, MPa （1000時間・ひずみ0.1%） | 出典          |
| ------------- | ------------------------------------------------ | ------------------------------------------ | ------------- |
| 17-4PH        | 482℃で1時間時効処理 (H900)                       | 414                                        | [ 66 ] [ 30 ] |
| 17-7PH        | 954℃で10分中間熱処理 −73℃で8時間時効処理 (RH950) | 214                                        | [ 67 ]        |
| PH15-7Mo      | 同上 (RH950)                                     | 654                                        | [ 67 ]        |

| 鋼種 （通称） | 固溶化処理後の処理条件      | シャルピー衝撃強さ, J | 出典   |
| ------------- | --------------------------- | --------------------- | ------ |
| PH13-8Mo      | 565℃で4時間時効処理 (H1050) | 4                     | [ 44 ] |
| PH13-8Mo      | H1150M                      | 30                    | [ 44 ] |
| A-286         | 718℃で16時間時効処理        | 77                    | [ 62 ] |

### 耐食性
析出硬化系ステンレス鋼の特色は高強度でありながら、耐食性を並存させている点にある。高強度のステンレス鋼としては、析出硬化系の他に、焼入れ・焼戻しで強化するマルテンサイト系ステンレス鋼がある。ただし、マルテンサイト系ステンレス鋼の耐食性は、ステンレス鋼の中で最も劣るという欠点があった。それと比較して、析出硬化系の耐食性は、一般的なオーステナイト系ステンレス鋼である304系に近いレベルを実現できる。
析出硬化系の中では、オーステナイト系が耐食性に優れ、マルテンサイト系とセミオーステナイト系の耐食性はやや劣る。マルテンサイト系の 17-4PH の耐食性は、304系の耐食性と多くの環境下で同レベルである。セミオーステナイト系の耐食性は、304系と比較するとやや劣るといわれる。耐食性の向上には、クロム、モリブデン、銅などの添加が効く。しかし、マルテンサイト変態を利用するマルテンサイト系とセミオーステナイト系には添加元素の制約があるので、これらの耐食性向上元素を自由に添加しづらい。それと比較して、オーステナイト系には添加元素の制約が少なく、耐食性向上がしやすい。

### 物理的性質
一般的に、密度、弾性率、電気抵抗、比熱、磁性といった物理的性質は、結晶構造と合金元素添加量でほとんど決まる。時効硬化後にマルテンサイト組織となる析出硬化系の鋼種は、フェライト系ステンレス鋼とマルテンサイト系ステンレス鋼の物理的性質に類似している。セミオーステナイト系の固溶化処理後・マルテンサイト化前は、物理的性質はオーステナイト系ステンレス鋼に近い。ただし、析出硬化系の電気抵抗率については、他のステンレス鋼と比較して高いという特徴がある。これは、析出硬化系の鋼種が析出硬化処理を経て複雑化した金属組織を持つことによる。

## 加工
析出硬化前の析出硬化系ステンレス鋼はそこそこ軟らかいので、時効処理前に加工して、それから時効処理・析出硬化させるのが基本となる。析出硬化系に適用される時効処理温度は、マルテンサイト系ステンレス鋼などに適用される焼入れ温度よりも総じて低い。そのため、酸化スケール発生や寸法変化が抑えられる利点が出硬化系にはある。
固溶化処理後のマルテンサイト系の組織は、低炭素の比較的軟らかなマルテンサイトであり、加工硬化も小さい。そのため、打ち抜き加工や曲げ加工などの成形加工がマルテンサイト系に適用可能である。ただし、変形量の多い冷間加工は困難である。セミオーステナイト系は、上記のように、もともと加工時の成形しやすさを狙った鋼種である。通常は、固溶化処理後・マルテンサイト化処理前に加工が行われる。セミオーステナイト系の成形性はマルテンサイト系よりも良好で、オーステナイト系ステンレス鋼の301系に近い成形性を持つ。ただし、セミオーステナイト系を圧延率の高い冷間加工で硬化させる場合は、板ばねのような比較的単純な形への加工に限定される。
析出硬化系の溶接は、溶接部に同じレベルの強度を求める場合は同種成分の溶接材料を使う。マルテンサイト系の 17-4PH を溶接した場合、溶接熱影響部で時効現象が進み、溶接部が不均一な特性になる。そのため、溶接後に固溶化処理し、時効処理を行うのが望ましい
。セミオーステナイト系の 17-7PH を溶接した場合、溶接熱影響部はほぼオーステナイトになり、オーステナイト系ステンレス鋼と同じように溶接できる。セミオーステナイト系の溶接は、マルテンサイト化処理の前に行う。溶接部と母材をより均一にしたい場合は、溶接後に固溶化処理を行う。オーステナイト系の A-286 の溶接では、低融点の生成物によって高温割れの懸念があり、固溶化処理後の溶接が推奨される。溶接後にはさらに固溶化処理し、時効処理を行うのが望ましい。マルテンサイト系とセミオーステナイト系の溶接部に母材部と同じレベルの強度を求めない場合は、オーステナイト系ステンレス鋼を素材にした溶接材料を使うこともできる。

## 用途例
析出硬化系ステンレス鋼は、ある程度の耐食性と高い強度が求められる用途に使われる。原料および製造コストが高いため、ステンレス鋼の中では高価な部類に入る。ニッチな分野や用途で活用されている鋼種といえる。析出硬化系の中では、マルテンサイト系の利用量が比較的多い。
船舶では、シャフト、ポンプ、バルブで析出硬化系が用いられる。航空機では、エンジン付近、油圧機器部、脚部、締結部などで析出硬化系が使われる。オーステナイト系の A-286 は、ジェットエンジンおよびタービンホイールの締結品として使用がある。ゴルフクラブやアイゼンといったスポーツ用品でも析出硬化系が用いられる。
析出硬化系ステンレス鋼は各種のばねにも使われる。時効硬化前は比較的柔らかな材質であることを利用して、打ち抜き加工で止め輪や皿ばねを製作する例もある。ボルト類にも使われ、日本では建築物摩擦接合用のステンレス高張力ボルトの材料に、析出硬化系 SUS630 が規定されている。

## 歴史
ステンレス鋼自体が工業的に発明されたのは1910年代で、オーステナイト系ステンレス鋼、マルテンサイト系ステンレス鋼、フェライト系ステンレス鋼が発明された。析出硬化現象をステンレス鋼を応用して強化しようという試みは古くから行われてきた。オーステナイト系ステンレス鋼では、1920年代半ばから、基本組成クロム 18 %、ニッケル 8 % の「18-8ステンレス鋼」が定着していた。18-8ステンレス鋼の耐食性を維持したまま強度をさらに高めたいという欲求をもとに、欧米の鉄鋼業各社はそのような課題に取り組んでいた。
1929年、ルクセンブルクのウィリアム・クロールが、チタンを添加して母材に微細なチタン炭化物を析出させて強化した鋼種を作製した。The History of Stainless Steel の著者ハロルド・コブは、このクロールの研究を析出硬化系ステンレス鋼の最初の発見と位置づけている。1932年には、ドイツでR.バスムートがボロンを添加した18-8ステンレス鋼を調べ、時効硬化によってブリネル硬さ 450 を実現できることを報告した。これがオーステナイト系析出硬化型ステンレス鋼の先駆けといえる。1936年、グッドイヤー・ツェッペリン社のP.D.フィールドが低炭素18-8ステンレス鋼にチタンを添加し、冷間加工後に時効硬化させる特許を取得した。これが、冷間加工を利用したマルテンサイト系析出硬化型ステンレス鋼の先駆けといえる。

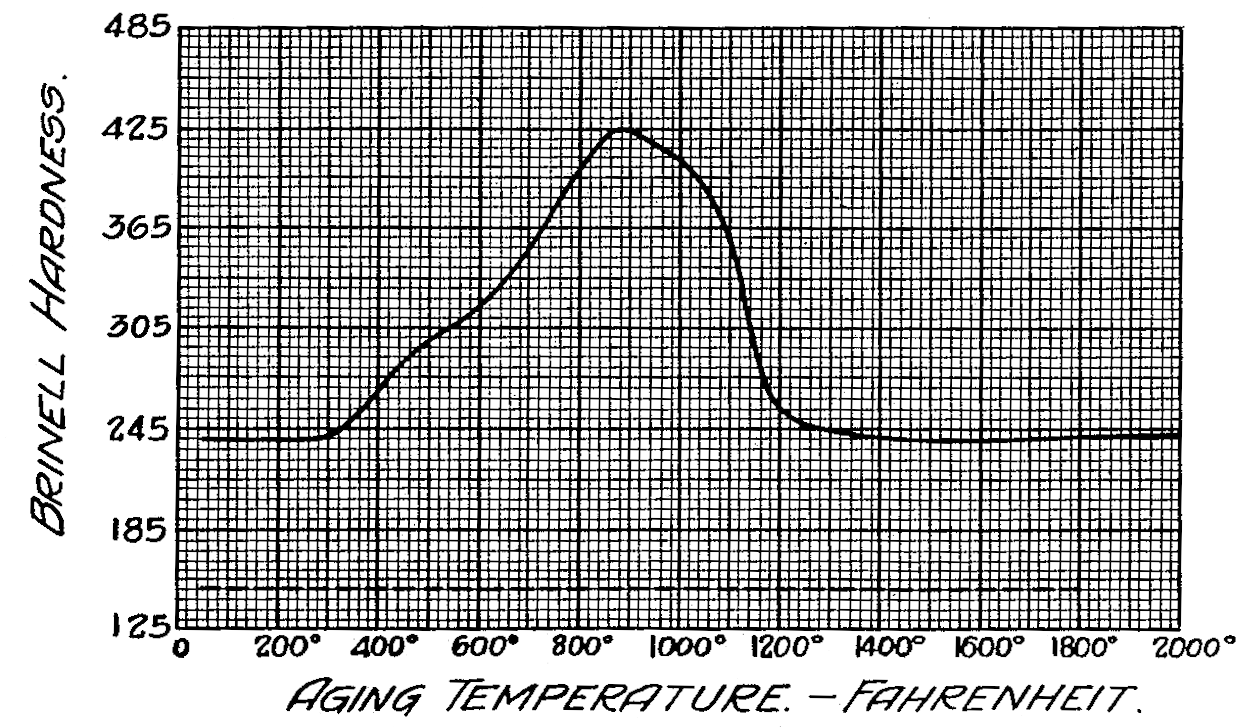
E.H.ワイチとR.スミスの特許で示された時効処理温度とブリネル硬さの関係 (1945年登録US2397997Aより)。図中の実線がCr17-Ni7-C0.07-Ti0.85-Al0.15鋼のもので、900-950°F (482-510°C) で時効処理したときに硬さが最大化することを報告している。

その後、1945年と1946年に、米国のカーネギー・イリノイ・スチールのE.H.ワイチとR.スミスが、焼入れを利用したマルテンサイト系析出硬化型ステンレス鋼の特許を取得した。これは、18-8ステンレス鋼ではなく、オーステナイト安定度が低い17-7ステンレス鋼を利用した鋼種で、チタンとアルミが添加された鋼種であった。この鋼種は、1946年、カーネギー・イリノイ・スチールの親会社であったUSスチールから "Stainless W" という名で販売される。この Stainless W が、最初に実用された析出硬化系の鋼種となった。この鋼種は、特許取得・販売前の第二次世界大戦中にも、航空機やその他構造材料用として未公表のまま米国内で使用されていた。時効処理後のStainless W は、引張強さおよそ 1400 MPa 降伏応力およそ 1300 MPa という高強度を得ることができた。
第二次世界大戦後は、米国の鉄鋼メーカー各社から様々な析出硬化系鋼種が発表された。1940年代後半、米国のアームコ・スチールが、クロム 17 %・ニッケル 4 %・銅 4 % を主成分とする析出硬化系鋼種"17-4PH"を開発した。アームコ・スチールの関連特許によると、戦前・戦中から既にこの鋼種の開発は進められていた。その後 17-4PH の人気が定着し、前述のとおり現在でも広く使用されている析出硬化系の代表的鋼種となった。さらにアームコ・スチールは、1950年に、アルミニウムのみの添加によって析出硬化を起こさせるセミオーステナイト系析出硬化型の "17-7PH" の特許を取得した。1950年代前半には、17-7PH をもとに高温強度を改善した "PH15-7Mo" を製品化した。

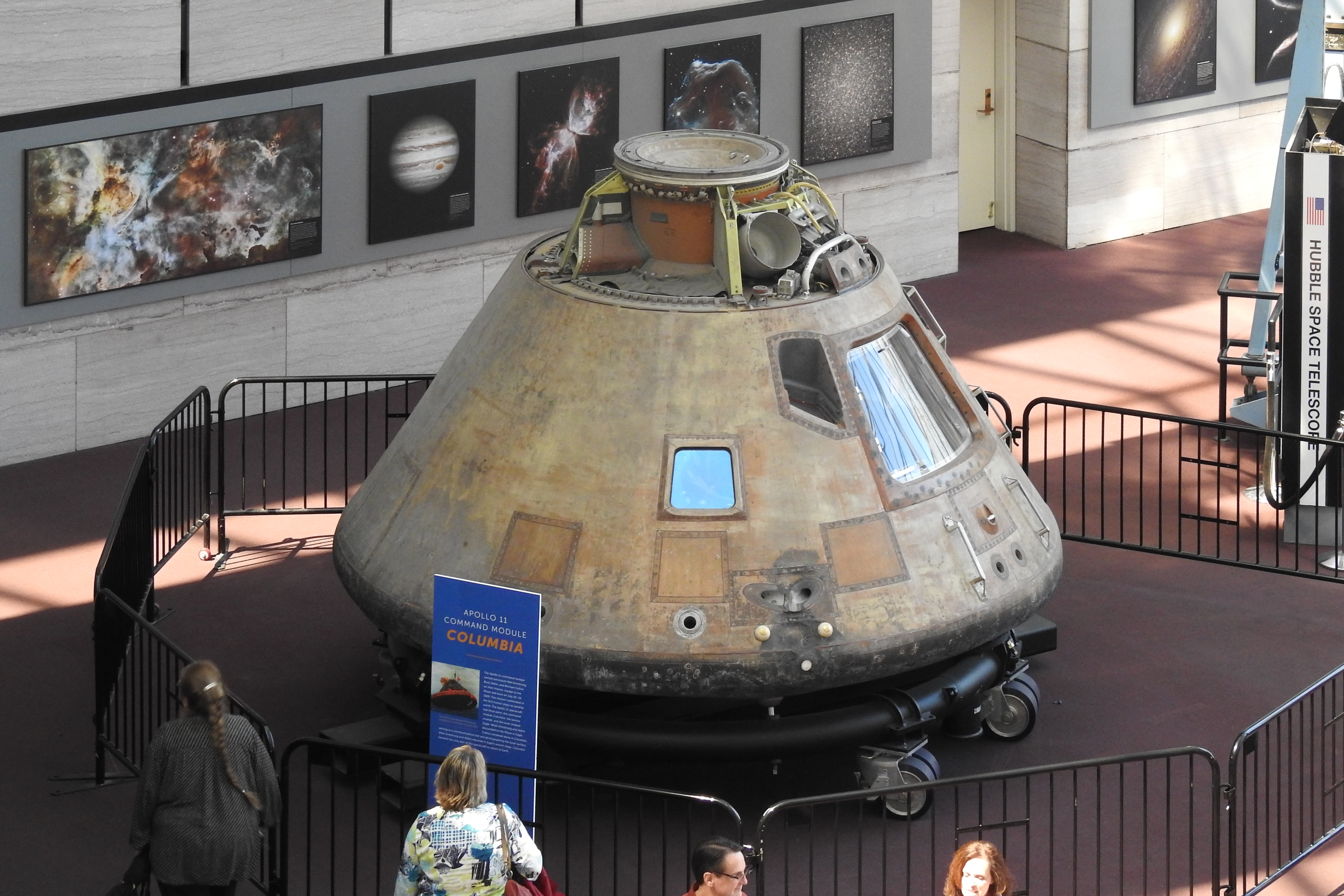
国立航空宇宙博物館に展示されているアポロ11号の司令船。最外部はアブレータ素材だが、側面と底面に PH14-8Mo が用いられている。

初期の析出硬化系は、主に軍事用に利用された。朝鮮戦争に投入されて活躍を果たした米軍のF-86戦闘機で、17-7PH が使われた。1950年代から開発された米軍の超音速試作機 XB-70 ヴァルキリーでは、PH15-7Mo が使用された。XB-70 の外板はハニカム構造の部材をさらに薄板がサンドウィッチして覆う構造で出来ており、中心部材が PH15-7Mo または 17-7PH で造られ、最外部の薄板が PH15-7Mo で造られた。高温強度のために作られた構造で、耐用温度は最大 900 °F (482 °C) を想定して設計された。XB-70 で実用されたハニカム構造サンドウィッチパネルをさらに押し広げたのが、アポロ司令船における遮熱シールドである。大気圏突入の高熱に耐えるための司令船外板の耐熱構造は、最外部はアブレータから成り、アブレータの隣が析出硬化系のハニカム構造部材で構成されている。アポロ司令船の遮熱シールドは、1961年から1970年まで設計製造された。最初は PH15-7Mo の使用が計画されたが、低温脆性が問題となり、−250 °F (−156 °C) まで十分な破壊靭性が得られる PH14-8Mo が代わりに採用された。
析出硬化系の規格化は、最初は軍事利用が主だったため米軍のMIL規格やAMS規格で登録された。その後、1963年に米国のAISI規格で7種類の析出硬化系が登録され、1965年にはASTM規格でも登録された。これにより民生用としても析出硬化系が一般化した。日本でも1968年にJIS規格で17-4PHが登録され、国際規格のISO規格でも1970年に析出硬化系数種類が制定された。